# Robert Pattinson
Robert Thomas Pattinson, född 13 maj 1986 i London, England, är en brittisk skådespelare, fotomodell och musiker. Han är mest känd för att ha spelat Edward Cullen i filmen Twilight som är baserad på romanen Om jag kunde drömma av Stephenie Meyer, rollen som Cedric Diggory i Harry Potter och den flammande bägaren och Tyler Hawkins i Remember me.
Han är sedan 2018 tillsammans med Suki Waterhouse. Paret förlovade sig 2023 och i mars 2024 meddelades att de fått sitt första barn.

## Uppväxt
Pattinson föddes mitt i London. Hans mor, Clare, jobbade vid en modellagentur, och hans far, Richard, importerade veteranbilar från USA. Pattinson gick i både Tower House School och Harrodian School. Han har två äldre systrar som heter Lizzy och Victoria.

## Karriär
Robert Douglas Thomas Pattinson började med amatörteater genom Barnes Theatre Company. Efter ett tag testade han professionell teater och redan som tolvåring provade han på modellyrket. Sitt stora genombrott fick han med filmen Harry Potter och flammande bägaren där han spelade Cedric Diggory. Mest känd är han dock för de fem filmerna i Twilight-serien där han spelar rollen som vampyren Edward Cullen.
Pattinson har även medverkat i flera andra ASHA-filmer som till exempel Little Ashes där han spelar huvudrollen som Salvador Dalí,  och Remember Me från 2010.
Pattinson komponerar egen musik och kan spela piano, gitarr och munspel. Bland annat spelar och sjunger han låtarna Never Think och Let Me Sign som är med på soundtracket till filmen Twilight. I filmen How To Be sjunger Pattinson tre låtar, som är komponerade av Joe Hastings.
Pattinson har vunnit flera priser på MTV Movie Awards och Teen Choice Awards 2009, både individuellt och tillsammans med de andra skådespelarna i Twilight.
Under inspelningen av The Batman i september 2020 meddelades att huvudrollsinnehavaren Pattinson hade smittats av Covid-19 och att inspelningen tills vidare gjort uppehåll.

## Filmografi
| År   | Film                                      | Roll                          | Noteringar |
| ---- | ----------------------------------------- | ----------------------------- | --- |
| 2004 | Ring of the Nibelungs                     | Giselher                      | TV-film |
| 2005 | Harry Potter och den flammande bägaren    | Cedric Diggory                | |
| 2006 | The Haunted Airman                        | Toby Jugg                     | TV-film |
| 2007 | The Bad Mother's Handbook                 | Daniel Gale                   | TV-film |
| 2008 | How To Be                                 | Art                           | Strasbourg Film Festival Award för Best Actor                                                                                               |
| 2008 | Twilight                                  | Edward Cullen                 | MTV Movie Award för Breakthrough Performance Male MTV Movie Award för Best Kiss MTV Movie Award för Best Fight                              |
| 2009 | Little Ashes                              | Salvador Dalí                 | |
| 2009 | New Moon                                  | Edward Cullen                 | MTV Movie Award för Best Kiss MTV Movie Award för Best Male Performance MTV Movie Award för Global Superstar MTV Movie Award för Best Movie |
| 2010 | Remember Me                               | Tyler Hawkins                 | |
| 2010 | Eclipse                                   | Edward Cullen                 | MTV Movie Award för Best Kiss MTV Movie Award för Best Male Performance MTV Movie Award för Best Movie                                      |
| 2010 | Unbound Captives                          | Phineas                       | |
| 2011 | Water for Elephants                       | Jacob Jankowski               | |
| 2011 | The Twilight Saga: Breaking Dawn - Part 1 | Edward Cullen                 | MTV Movie Award för Best Kiss Richard Attenborough Film Awards för Film Star of the Year                                                    |
| 2012 | The Twilight Saga: Breaking Dawn - Part 2 | Edward Cullen                 | Richard Attenborough Film Awards för Best British Performance of the Year                                                                   |
| 2012 | Bel Ami                                   | George Duroy                  | |
| 2012 | Cosmopolis                                | Eric Parker                   | |
| 2014 | The Rover                                 | Reynolds                      | |
| 2014 | Maps to the Stars                         | Jerome Fontana                | |
| 2014 | Queen of the Desert                       | T.E. Lawrence                 | |
| 2015 | Life                                      | Dennis Stock                  | |
| 2016 | The Lost City of Z                        | Korpral Henry Costin          | |
| 2017 | Good Time                                 | Connie Nikas                  | |
| 2019 | The Lighthouse                            | Ephraim Winslow/Thomas Howard | |
| 2020 | Tenet                                     | Neil                          | |
| 2020 | The Devil All the Time                    | Preston Teagardin             | |
| 2022 | The Batman                                | Bruce Wayne / Batman          | |
| 2023 | Pojken och hägern                         | The Grey Heron                | Röstroll, engelsk dubbning |
| 2025 | Mickey 17                                 | Mickey Barnes                 | |
| 2025 | Die, My Love                              | Jackson                       | |
| 2026 | The Odyssey                               | TBA                           | |
| 2027 | The Batman Part II                        | Bruce Wayne / Batman          | |

## Diskografi
| År   | Låt                          | Soundtrack                                               |
| ---- | ---------------------------- | -------------------------------------------------------- |
| 2008 | Never Think                  | Twilight: Original Motion Picture Soundtrack             |
| 2008 | Let Me Sign                  | Twilight: Original Motion Picture Soundtrack             |
| 2009 | Chokin' on the Dust (Part 1) | How to Be Soundtrack: Original Motion Picture Soundtrack |
| 2009 | Chokin' on the Dust (Part 2) | How to Be Soundtrack: Original Motion Picture Soundtrack |
| 2009 | Doin' Fine                   | How to Be Soundtrack: Original Motion Picture Soundtrack |